# Louise Dahl-Wolfe
Louise Dahl-Wolfe (San Francisco, 19 novembre 1895 – Allendale, 11 dicembre 1989) è stata una fotografa statunitense.
Conosciuta principalmente per il lungo lavoro pubblicato su Harper's Bazaar (1936-1958) e per i molti ritratti di grandi divi dell'epoca, Dahl-Wolfe ha avuto un ruolo centrale nello sviluppo della fotografia di moda moderna.

## Biografia
Louise Emma Augusta Dahl nacque a San Francisco, in California, da genitori immigrati norvegesi. Era la più giovane di tre figlie. Nel 1914 iniziò i suoi studi presso la California School of Fine Arts (ora San Francisco Art Institute), dove studiò design e colore con Rudolph Schaeffer e pittura con Frank Van Sloan.
Indirizzata verso un futuro da pittrice, Dahl seguì corsi di disegno dal vero, anatomia, composizione di figure e altre materie. Dopo la laurea e alcune lavori come arredatrice di interni, nel 1921 incontrò la fotografa Anne Brigman (uno dei membri originari del movimento noto come Photo-Secession). Fu da questo incontro con la Brigman che Louise Dahl trovò l'ispirazione per dedicarsi alla fotografia.
Il suo primo ingranditore per camera oscura è stato uno strumento artigianale che costruì con le sue mani, utilizzando un barattolo di latta, una cassetta per le mele e una parte di una scatola di cioccolatini Ghirardelli come riflettore.
Dal 1927 al 1928, Dahl-Wolfe viaggiò in Europa con la fotografa Consuelo Kanaga, mentre la sua prima fotografia pubblicata, intitolata "Tennessee Mountain Woman", fu pubblicata su Vanity Fair nel 1933. Nel 1928 sposò lo scultore americano Meyer Wolfe, prendendone così il cognome, realizzando gli sfondi di molte delle sue foto.

## Carriera
Dopo la prima pubblicazione su Vanity Fair nel 1933, Dahl-Wolfe apre il proprio studio fotografico a New York (che manterrà fino al 1960) e inizia di fatto la propria carriera. Dopo alcuni anni in cui realizzò fotografie di moda per Woman's Home Companion, Saks Fifth Avenue e Bonwit Teller, nel 1936 entra ufficialmente nello staff di Harper's Bazaar, rimandendovi fino al 1958 e contribuendo al successo della rivista con 86 copertine, 600 pagine a colori e innumerevoli scatti in bianco e nero.
Ha lavorato con la montatrice Carmel Snow, l'art director Alexey Brodovitch e la fashion editor Diana Vreeland, viaggiando moltissimo. Nel 1950, venne selezionata per l'America's Outstanding Woman Photographers nel numero di settembre.
Amante delle foto all'aperto, con luce naturale e scattate in luoghi lontani esotici e lontani, come il Sud America e l'Africa, Dahl-Wolfe divenne in un primo momento nota come fotografa di moda "ambientale". 
Rispetto ad altri fotografi dell'epoca che utilizzavano sfumature rosse, Dahl-Wolfe optava spesso per tonalità più fredde. correggendo spesso le proprie prove.
Sebbene sia famosa soprattutto per la fotografia di moda, Dahl-Wolfe preferiva inoltre realizzare ritratti fotografici.
Sono moltissimi i suoi ritratti di divi dell'epoca: Mae West, Cecil Beaton, Eudora Welty, Wystan Hugh Auden, Christopher Isherwood, Orson Welles, Carson McCullers, Edward Hopper, Colette e Joséphine Baker.
Notevole il suo intuito nello scoprire l'adolescente Lauren Bacall, fotografandola per la copertina del marzo 1943 di Harper's Bazaar. Uno dei suoi soggetti preferiti era la modella Mary Jane Russell, apparsa su decine di copertine dell'epoca.
Ha avuto inoltre una grande influenza sui fotografi Irving Penn e Richard Avedon. Uno dei suoi assistenti era il fotografo di moda e celebrità, Milton H. Greene. Lasciata la rivista Harper's Bazaar nel 1958, per due anni fino al suo ritiro dalla professione (1960) lavorò come freelance per altre riviste come Vogue e Sports Illustrated e altri periodici.
Ha vissuto la maggior parte dei suoi ultimi anni a Nashville, in Tennessee. Morì nel New Jersey di polmonite nel 1989. L'archivio completo del lavoro di Dahl-Wolfe si trova presso il Center for Creative Photography (CCP) dell'Università dell'Arizona a Tucson, che gestisce anche il copyright del suo lavoro.
Nel 1999, il suo lavoro è stato oggetto di un film documentario intitolato Louise Dahl-Wolfe: Painting with Light per la regia di Tom Neff. Il film presentava l'unico filmato moderno sopravvissuto di Dahl-Wolfe, comprese ampie interviste.